# District d'Alamüdün
Le district d'Alamüdün (en kirghize : Аламүдүн району) est un raion de la province de Tchouï dans le nord du Kirghizistan. Son chef-lieu est le village de Lebedinovka. Sa superficie est de 1 503 km2 ; 148 032 personnes y résidaient en 2009. Le district entoure la capitale nationale, Bichkek, qui n'en dépend pas administrativement puisque la ville a un statut de région propre.

## Communautés rurales et villages
Le district d'Ysik-Ata comprend 50 villages regroupés en 17 communautés rurales (aiyl okmotu) :
1. Ak-Deben (villages Kayyrma (centre) et Moldovanovka)
2. Ala-Archa (villages Mramormoe (centre) et Rassvet)
3. Alamüdün (villages Alamüdün (centre) et Sadovoye)
4. Arashan (villages Arashan (centre) et Tatyr)
5. Vasil'evka (villages Vinogradnoye (centre), Vasil'evka, Polevoye et Privolnoye)
6. Grozd (villages Grozd (centre), At-Bashy, Birdik, Vtoraya Pyatiletka et Lesnoe)
7. Kara-Jygach
8. Kök-Jar
9. Lebedinovka (villages Lebedinovka (centre), Vostok et Dachnoye)
10. Lenin (villages Léninskoyé (centre), Konstantinovka et Mykan)
11. Mayevka
12. Nizhnyaya Ala-Archa
13. Oktyabr (villages Oktyabrskoye (centre), Lubyanoye et Chuyskoye)
14. Baytik (villages Baytik (centre), Archaly, Baygeldi, Bash-Karasu et Kashka-Suu)
15. Prigorodnyi (villages Prigorodnoye (centre), Ozernoye, Stepnoye et Dostuk)
16. Tash-Debe (villages Tash-Döbö (centre), Zarechnoye, Malinovka et Imeni Suymenkula Chokmorova)
17. Tash-Moynok (villages Koy-Tash (centre), Besh-Küngöy, Gornaya Mayevka, Kyzyl Birdik, Podgornoye, Prokhladnoye et Tash-Moynok)